# François de Belleforest

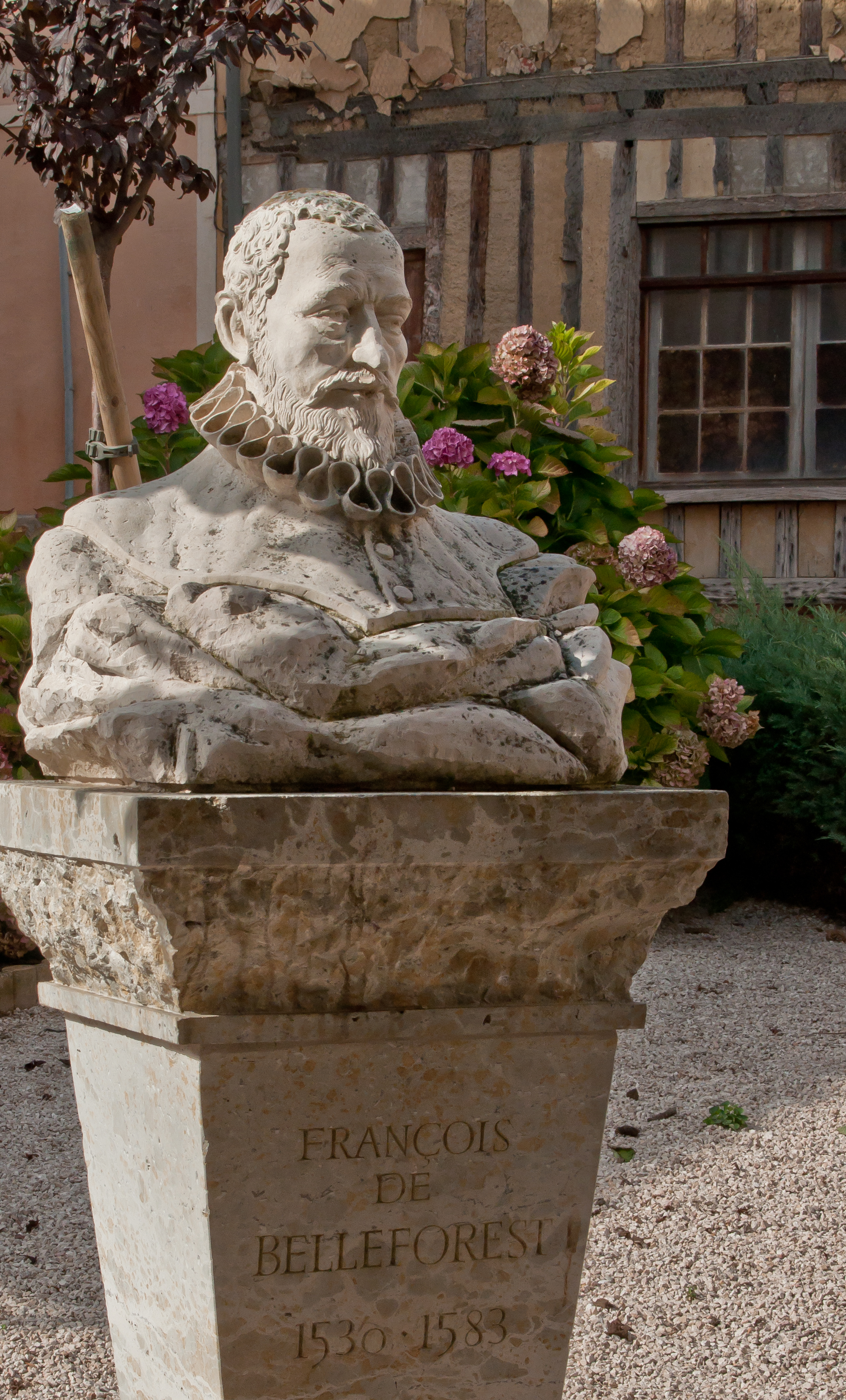
François de Belleforest, Samatan (Gers)

François de Belleforest (1530-1583) fue un escritor, poeta y traductor francés del Renacimiento. Su obra, de gran extensión y variedad, incluye obras de cosmografía, literatura, moral, historia y otros temas. Provenía de una familia pobre y su padre (soldado) murió cuando él tenía siete años. Frecuentó la corte de Margarita de Navarra y residió en París. Belleforest conoció a importantes humanistas y autores coetáneos, como George Buchanan, Pierre de Ronsard, Jean Dorat y otros muchos. 
Fue un incansable traductor de autores tan ilustres como Matteo Bandello, Antonio de Guevara, Polidoro Virgilio, Francesco Guicciardini, Sebastian Münster, Cicerón, Demóstenes o Aquiles Tacio. Siguiendo el modelo de la Diana de Montemayor, escribió una novela pastoril en francés, Le Pyrénée (1571). Escribió también unos Grandes Anales de la Historia de Francia, (Grandes Annales et histoire générale de France) publicados en 1579, y unas Histoires tragiques (París, chez Jean Hupeau, 1572), adaptación de las de Mateo Bandello a través de la traducción de Pierre Boaistuau.